# Ерколано
Ерколано (італ. Ercolano, сиц. Erculanu) — місто та муніципалітет в Італії, у регіоні Кампанія,  метрополійне місто Неаполь.
Ерколано розташоване біля західного підніжжя Везувія, на відстані близько 200 км на південний схід від Рима, 10 км на схід від Неаполя.
Населення — 53 972 особи (2014).

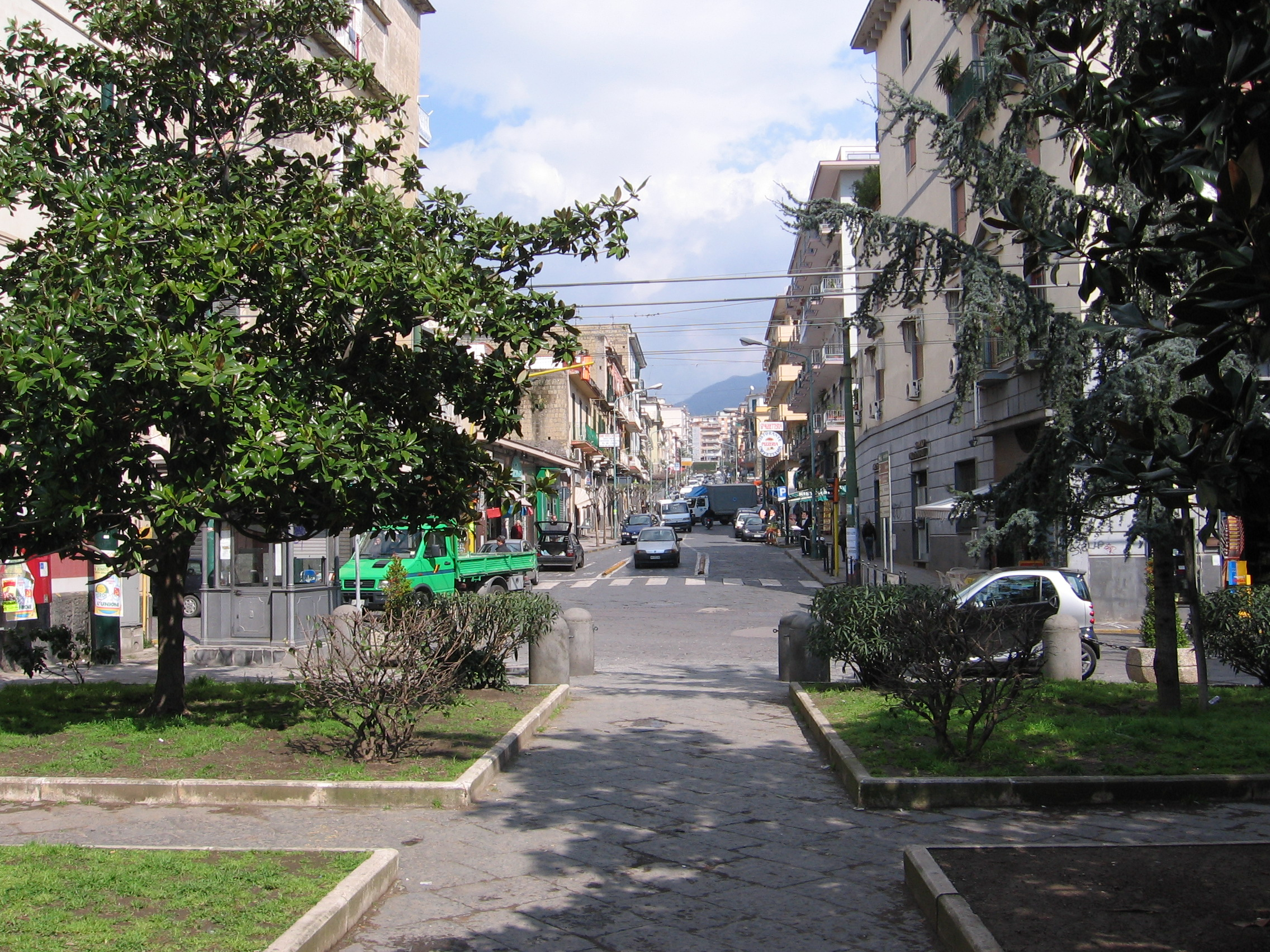

Щорічний фестиваль відбувається 15 серпня. Покровитель — Богородиця Небовзята.

## Демографія
Населення за роками:

Станом на 1 січня 2023 року в муніципалітеті офіційно проживало 526 іноземців з 54 країн, серед них 77 громадян країн Євросоюзу та 130 громадян України.

## Сусідні муніципалітети
- Боскотреказе
- Масса-ді-Сомма
- Оттав'яно
- Поллена-Троккія
- Портічі
- Сан-Джорджо-а-Кремано
- Сан-Себастіано-аль-Везувіо
- Сант'Анастазія
- Сомма-Везув'яна
- Торре-дель-Греко
- Треказе